# Fabrizio Calzia
Fabrizio Càlzia (Genova, 29 settembre 1960) è uno scrittore e editore italiano.

## Biografia
Fabrizio Càlzia si è laureato in Filologia Germanica (con specializzazioni in letteratura tedesca, letteratura italiana e scienza della comunicazione) nel 1986 presso la Ludwig-Maximilians-Universität di Monaco di Baviera con una tesi sul rapporto fra cinema e prosa dadaista.
Càlzia pubblica nel 1978 il romanzo Uomo rosso non morrai un western storico per ragazzi, scritto dalla parte dei nativi americani.
Nel 1986 inizia a collaborare con diverse case editrici italiane. Nel 1999 pubblica Le nuvole di Superga - il racconto in favole del Grande Torino - presentato da Franco Ossola.
Nel 2003, per la torinese Bradipolibri, pubblica con Massimiliano Castellani Palla Avvelenata, libro-inchiesta sulle malattie e le morti sospette nel mondo del calcio. L'anno successivo cura la biografia di Ferruccio Mazzola (Il terzo incomodo) edita ancora da Bradipolibri.
Nel 2007 scrive Parchi di parole (Galata Edizioni), guida ai luoghi cantati e vissuti dai principali cantautori genovesi quali Fabrizio De André, Luigi Tenco, Gino Paoli e Ivano Fossati.
Nel 2008 individua e pubblica, ancora per Galata Edizioni, Dodici giorni al mare (ISBN 9788895369044), un diario inedito scritto nel 1922 da Cesare Pavese e curato da Mariarosa Masoero.
Nel 2010 esce Uomo Faber, il romanzo a fumetti su Fabrizio De André, di cui Càlzia compone soggetto e sceneggiatura, realizzato graficamente da Ivo Milazzo e con prefazione di Oliviero Malaspina. Il volume, edito da De Agostini, è uscito in anteprima in edicola con La Repubblica e L'Espresso quindi in libreria.

## Opere
- Palla avvelenata. Morti misteriose, doping e sospetti nel calcio italiano, Bradipolibri, 2003, ISBN 88-88329-24-2, insieme a Massimiliano Castellani.
- Parchi di Parole. Genova e la sua Provincia nelle opere di cantautori e poeti, Galata, 2007, ISBN 978-88-95369-00-6.
- Uomo Faber, De Agostini, 2010, insieme a Ivo Milazzo.